# Raitasaari (ö i Norra Österbotten, Uleåborg)
Raitasaari är en ö i sjön Niilesjärvi i Finland. Den ligger i sjön Niilesjärvi och i kommunen Uleåborg i den ekonomiska regionen  Uleåborgs ekonomiska region  och landskapet Norra Österbotten, i den centrala delen av landet, 500 km norr om huvudstaden Helsingfors. Öns area är 0,2 hektar och dess största längd är 80 meter i sydöst-nordvästlig riktning.